# أنتوني بي. ريتشموند
أنتوني بي. ريتشموند (بالإنجليزية: Anthony B. Richmond)‏ هو مصور سينمائي بريطاني، ولد في 7 يوليو 1942 في لندن في المملكة المتحدة.

## وصلات خارجية
- أنتوني بي. ريتشموند على موقع IMDb (الإنجليزية)
- أنتوني بي. ريتشموند على موقع قاعدة بيانات الأفلام العربية
- أنتوني بي. ريتشموند على موقع ألو سيني (الفرنسية)
- أنتوني بي. ريتشموند على موقع أول موفي (الإنجليزية)
- أنتوني بي. ريتشموند على موقع قاعدة بيانات الأفلام السويدية (السويدية)
- أنتوني بي. ريتشموند على موقع قاعدة بيانات الفيلم (الإنجليزية)
- أنتوني بي. ريتشموند على موقع كينوبويسك (الروسية)